# Copa espanyola d'hoquei sobre patins femenina 2012
La Copa de la Reina 2012 d'hoquei sobre patins fou la setena edició de la Copa espanyola. Se celebrà el cap de setmana del 18 i 19 de febrer de 2012 al Palau d'Esport del Reus Deportiu de Reus i fou organitzada per la Federació Espanyola de Patinatge. Hi participaren els tres primers equips classificats de la primera volta de l'OK Lliga, el Club Patí Voltregà, el Biesca Gijón Hockey Club, el Girona Club Hoquei, i el Reus Deportiu, com a equip amfitrió. La competició es disputà en format de final a quatre, amb semifinals i final. Fou retransmesa en directe pel Canal 9 Reus i la plataforma en línia FEP-TV, i en diferit per la Xarxa de Televisions Locals.
Es proclamà campió el Biesca Gijón HC, que guanyà la seva primera copa de la Reina. La màxima golejadora de la competició fou la jugadora argentina Luciana Agudo, amb cinc gols

## Competició
El sorteig de les eliminatòries se celebrà a l'Ajuntament de Reus i fou presidit per l'alcalde de Reus, Carles Pellicer, el president de la FEP, Carmelo Paniagua, el president de la Delegació de Tarragona de la Federació Catalana de Patinatge i la presidenta del Reus Deportiu, Mònica Balsells.

### Quadre de competició
|  | Semifinals             | Semifinals  |                        |   | Final | Final |
|  |                        |             |                        |   |       |       |
|  | 18 de febrer 11:00 CET |             |                        |   |       |       |
|  |                        |             |                        |   |       |       |
|  | Biesca Gijón HC        | 3           |                        |   |       |       |
|  | Biesca Gijón HC        | 3           | 19 de febrer 12:00 CET |   |       |       |
|  | Reus Deportiu          | 2           |                        |   |       |       |
|  | Reus Deportiu          | 2           | Biesca Gijón HC        | 3 |       |       |
|  | 18 de febrer 13:30 CET |             | Biesca Gijón HC        | 3 |       |       |
|  |                        | CP Voltregà | 2                      |   |       |       |
|  | CP Voltregà            | CP Voltregà | 2                      | 5 |       |       |
|  | CP Voltregà            |             |                        | 5 |       |       |
|  | Girona CH              | 2           |                        |   |       |       |
|  | Girona CH              | 2           |                        |   |       |       |

### Semifinals
A la primera semifinal, el Biesca Gijón HC guanyà per 3 a 2 al Reus Deportiu amb un gol d'or de Luchi Agudo a la pròrroga. Al final del temps reglamentari, hi hagué igualtat entre els dos equips, amb dos gols d'Agudo, per part asturiana, i dos gols de penal de Berta Tarrida, per part reusenca. El Biesca Gijón HC es classificà per la seva tercera final.
| Biesca Gijón HC            | 3‐2 (pr.) | Reus Deportiu              |
| -------------------------- | --------- | -------------------------- |
| Agudo 19', 25', 46' (g.o.) | Informe   | Tarrida 18' (p.), 28' (p.) |

A la segona semifinal, el CP Voltregà derrotà amb comoditat al Girona CH per 5 a 2. Marcaren per part osonenca, Anna Casarramona, Natasha Lee i Maria Ferrón, i per part gironina, Adriana Gutiérrez i Laia Castro. El CP Voltregà es classificà per a la seva sisena final.
| CP Voltregà                                                      | 5‐2     | Girona CH                  |
| ---------------------------------------------------------------- | ------- | -------------------------- |
| Casarramona 2', 39' (f.d.) · Lee 27' (p.), 28' (p.) · Ferrón 33' | Informe | Gutiérrez 27' · Castro 35' |

### Final
| Biesca Gijón HC                   | 3‐2 (pr.) | CP Voltregà           |
| --------------------------------- | --------- | --------------------- |
| Agudo 8', 35' · García 42' (g.o.) | Informe   | Barceló 16' · Lee 29' |

| Biesca Gijón HC | CP Voltregà |

| #               | Pos. | Nom                    |  |
| --------------- | ---- | ---------------------- |  |
| 10              | POR  | Christina Klein        |  |
|                 |      | Luciana Agudo          |  |
|                 |      | Sara González Lolo     |  |
|                 |      | María Fernández Grande |  |
|                 |      | Ainhoa García          |  |
|                 |      | Silvia Cadrecha        |  |
|                 |      | Maria Díez             |  |
| 1               | POR  | Elena González Lolo    |  |
| Entrenador      |      |                        |  |
| Fernando Sierra |      |                        |  |

| Campió de la Copa de la Reina 2012 |
| ---------------------------------- |
| Biesca Gijón HC Primer títol       |

| #          | Pos. | Nom              |  |
| ---------- | ---- | ---------------- |  |
| 10         | POR  | Laia Vives       |  |
| 2          |      | Natasha Lee      |  |
| 3          |      | Carla Giudicci   |  |
| 4          |      | Anna Casarramona |  |
| 5          |      | Cristina Barceló |  |
| 7          |      | Anna Romero      |  |
| 8          |      | Silvia Jurado    |  |
| 9          |      | Carla            |  |
| 1          | POR  | Maria Ballesta   |  |
| Entrenador |      |                  |  |
| David Bou  |      |                  |  |

## Estadístiques
| Classificació final | Classificació final | Classificació final | Classificació final | Classificació final | Classificació final | Classificació final | Classificació final |
| Pos.                | Club                | PJ                  | PG                  | PP                  | GF                  | GC                  | Gav                 |
| ------------------- | ------------------- | ------------------- | ------------------- | ------------------- | ------------------- | ------------------- | ------------------- |
| 1                   | Biesca Gijón HC     | 2                   | 2                   | 0                   | 6                   | 4                   | +2                  |
| 2                   | CP Voltregà         | 2                   | 1                   | 1                   | 7                   | 5                   | +2                  |
| 3                   | Reus Deportiu       | 1                   | 0                   | 1                   | 2                   | 3                   | -1                  |
| 3                   | Girona CH           | 1                   | 0                   | 1                   | 2                   | 5                   | -3                  |

| Màxima golejadora | Màxima golejadora | Màxima golejadora | Màxima golejadora | Màxima golejadora | Màxima golejadora |
| #                 | Nom               | Club              | G                 | PJ                | GPP               |
| ----------------- | ----------------- | ----------------- | ----------------- | ----------------- | ----------------- |
| 1                 | Luciana Agudo     | Biesca Gijón HC   | 5                 | 2                 | 2,50              |
| 2                 | Natasha Lee       | CP Voltregà       | 3                 | 2                 | 1,50              |
| 3                 | Anna Casarramona  | CP Voltregà       | 2                 | 2                 | 1,00              |
| 4                 | Berta Tarrida     | Reus Deportiu     | 2                 | 1                 | 2,00              |
| 5                 | Maria Ferrón      | CP Voltregà       | 1                 | 2                 | 0,50              |
| 5                 | Cristina Barceló  | CP Voltregà       | 1                 | 2                 | 0,50              |
| 5                 | Ainhoa Garcia     | Biesca Gijón HC   | 1                 | 2                 | 0,50              |
| 8                 | Adriana Gutiérrez | Girona CH         | 1                 | 1                 | 1,00              |
| 8                 | Laia Castro       | Girona CH         | 1                 | 1                 | 1,00              |